# 峨眉越桔
峨眉越桔（学名：Vaccinium omeiensis）为杜鹃花科越桔属下的一个种。

## 扩展阅读
- 維基物種上的相關：峨眉越桔